# ルイ＝レオポール・ロベール
ルイ＝レオポール・ロベール（Louis Léopold Robert, 1794年5月13日 - 1835年3月20日）はスイス生まれの画家である。

## 略歴
現在のスイスのヌーシャテル州のラ・ショー＝ド＝フォンで生まれた。16歳でパリに出て、スイス出身の版画家のシャルル・サミュエル・ジラルデに学んだ。また絵をジャック＝ルイ・ダヴィッドに学んだ。1818年にはローマに留学し、風俗画をおもに描いた。1822年からナポリに滞在した。この頃からうつ病になり、1835年にナポリで自殺した。
ナポレオン1世の兄ジョゼフ・ボナパルトの末娘で、1826年にいとこのナポレオン・ルイ・ボナパルトと結婚したシャルロット・ボナパルトとの恋愛が自殺の遠因であったとする話もある。美術好きであったシャルロットは1824年にアメリカからヨーロッパに戻った後、パリでダヴィッドに絵を習い、ロベールに版画を習ったとされる。

## 作品

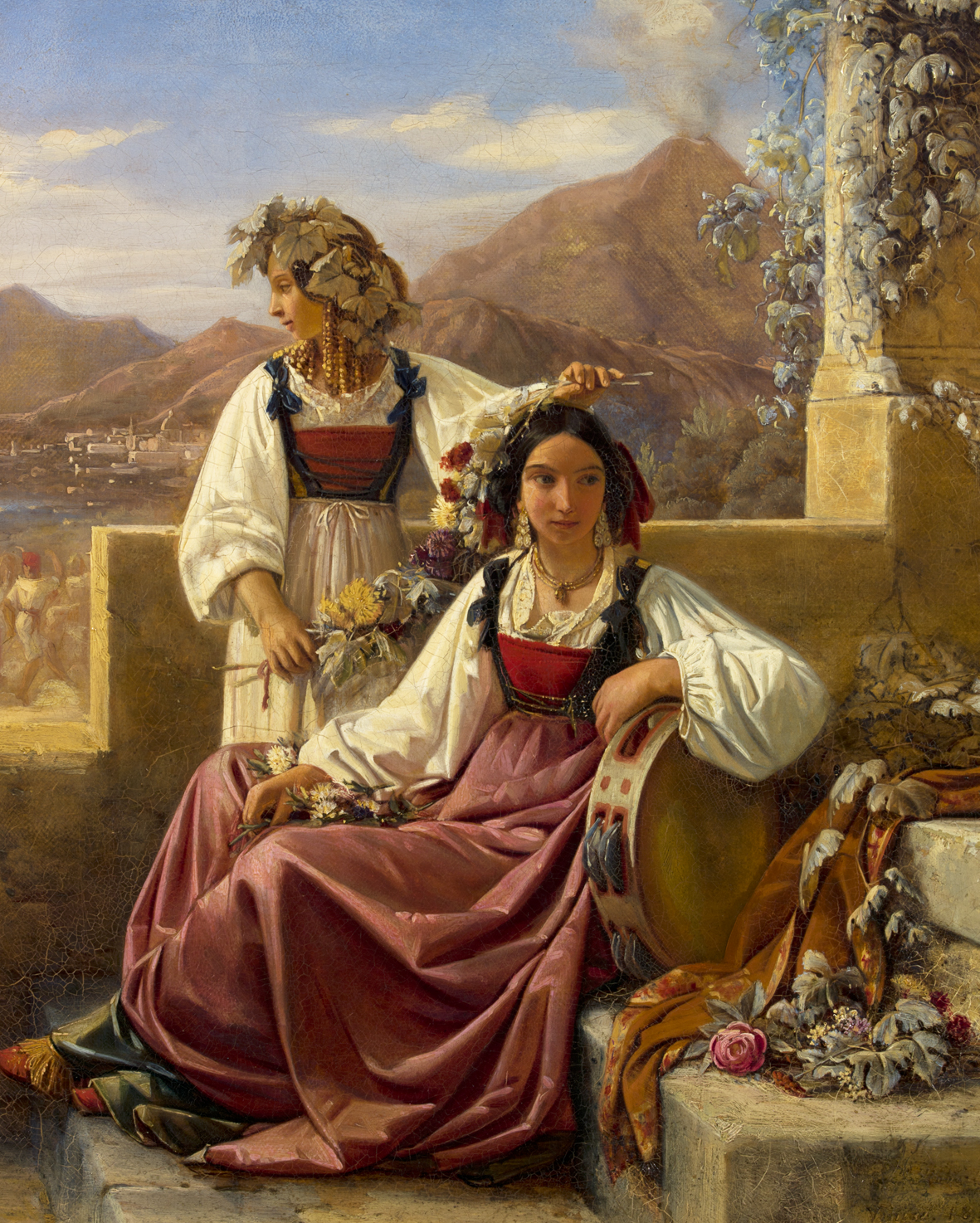
ナポリの着飾った女性 (1833)
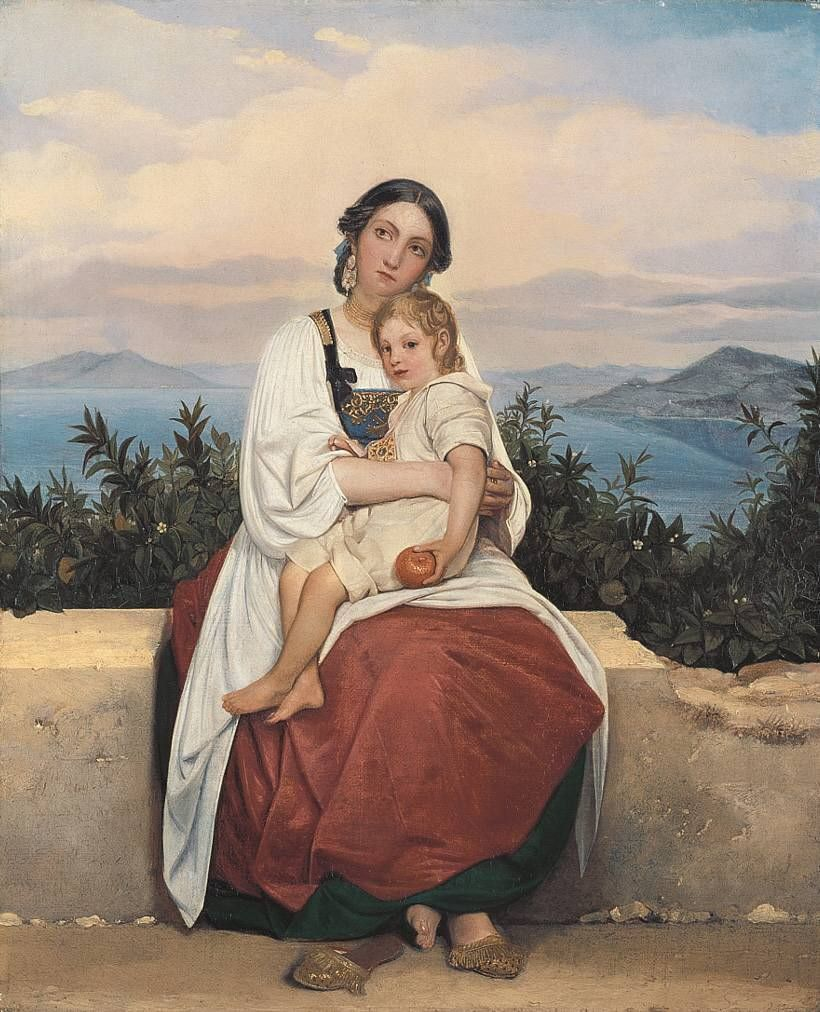
プローチダ島の母子 (1826)
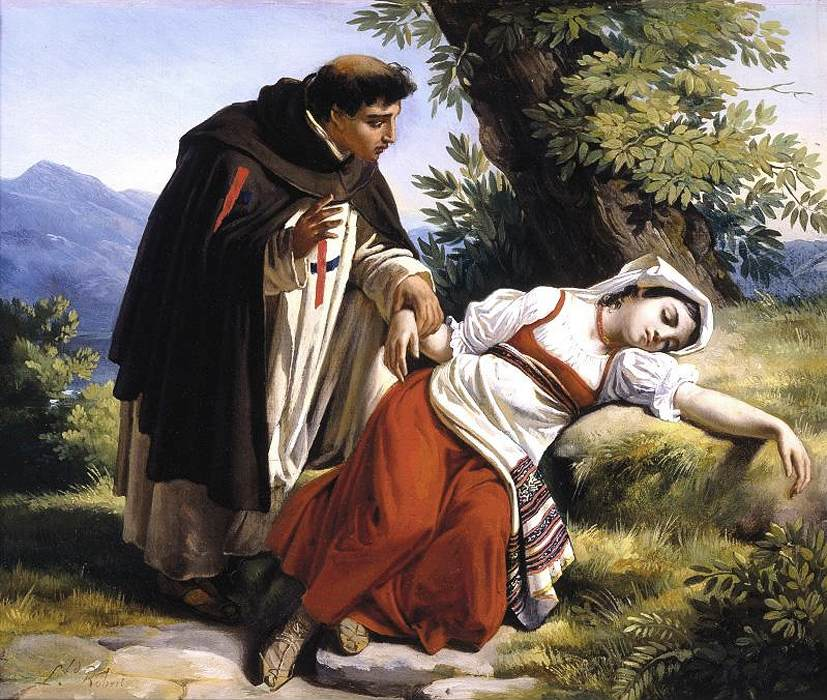
若い女性を起こす修道僧
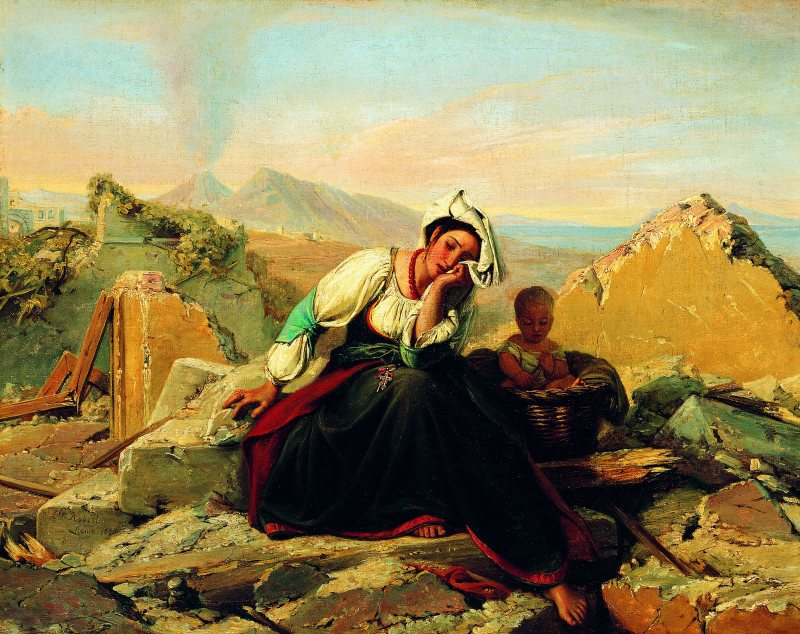
自宅の廃墟で泣くナポリの女